# گنریخ سیدورنکو
گنریخ سیدورنکو (روسی: Генрих Иванович Сидоренков؛ ۱۱ اوت ۱۹۳۱ – ۵ ژانویهٔ ۱۹۹۰) بازیکن هاکی روی یخ اهل اتحاد جماهیر شوروی سوسیالیستی بود.